# Víctor Manuel Fernández (cardenal)
Víctor Manuel «Tucho» Fernández (Alcira Gigena, 18 de julio de 1962) es un eclesiástico, teólogo, biblista, profesor y escritor católico argentino. Fue arzobispo de La Plata de 2018 a 2023 y rector de la Universidad Católica Argentina entre 2009 y 2018. Desde septiembre de 2023, es cardenal y prefecto del Dicasterio para la Doctrina de la Fe.

## Biografía
Víctor Manuel Fernández nació el 18 de julio de 1962, en la localidad argentina de Alcira Gigena, Córdoba. Hijo de Emilio Fernández y Yolanda Martinelli.
Fue apodado Tucho en honor al futbolista Norberto «Tucho» Méndez.
En 1979, tras realizar estudios en el Instituto Presbítero Pedro Caviglia, obtuvo el título de perito mercantil.[cita requerida]
Ingresó en el Seminario Mayor de Córdoba, donde realizó los estudios eclesiásticos.
En 1988, obtuvo la licenciatura en Teología bíblica en la Pontificia Universidad Gregoriana, y en 1990 obtuvo el doctorado en Teología por la Facultad de Teología de la Universidad Católica Argentina, con una tesis sobre la relación entre el conocimiento y la vida en San Buenaventura. 

### Sacerdocio
Fernández fue ordenado diácono el 21 de diciembre de 1985. Su ordenación sacerdotal fue el 5 de agosto de 1986, a manos del obispo Adolfo Arana; incardinándose en la diócesis de Río Cuarto.
- Formador y director de estudios del Seminario de Río Cuarto (1988-1993 y 2000-2007).
- Director de Catequesis y asesor de movimientos laicales (1989-1997).
- Fundador y director del Profesorado en Ciencias Sagradas y Filosofía «Jesús Buen Pastor» en Río Cuarto.
- Fundador y director del Instituto Diocesano de Formación Laical en Río Cuarto (1990-1993).
- Párroco de Santa Teresita, en Río Cuarto (1993-2000).
- Delegado de ecumenismo (2003-2005).

A fines de la década de 1990 y por recomendación del entonces arzobispo Jorge Bergoglio, había rechazado una propuesta para radicarse en Colombia y dirigir un instituto teológico en Bogotá.
Fue perito de la Comisión de Fe y Cultura y del Secretariado para la Formación Permanente de la Conferencia Episcopal Argentina; lector de la Comisión de Catequesis de los obispos argentinos. También fue miembro del equipo de reflexión que asesoró al episcopado argentino para actualizar las orientaciones pastorales.
También trabajó en el Consejo Episcopal Latinoamericano (CELAM), en el campo de la reflexión teológica pastoral. 
En 2007 participó en la V Conferencia General del Episcopado Latinoamericano y del Caribe en Aparecida como sacerdote en representación de Argentina y luego como miembro del grupo que redactó el documento final.
Fue profesor Ética, Psicología, Hermenéutica, Exégesis, Teología espiritual y Nuevo Testamento I, II y III en el Seminario Mayor de la Diócesis de Villa de la Concepción del Ríos Cuarto y Profesorado “Jesús Buen Pastor”. Ejerció como profesor de Teología moral III, Antropología teológica, Escatología y de varios seminarios en la Facultad de Teología de la UCA. También fungió como profesor de Antropología en el Instituto Teológico Franciscano S. A. de Padua.
- Vicedecano (2002-2008) y decano (2008-2009) de la Facultad de Teología de la Universidad Católica Argentina.
- Director de la Revista Teología (2003-2008).[2]
- Presidente de la Sociedad Argentina de Teología (2007-2009).[3]

### Rector de la UCA
El 15 de diciembre de 2009, tras ser propuesto por el cardenal Jorge Bergoglio (futuro papa Francisco), asumió el rectorado de la Universidad Católica Argentina. Sin embargo, recién pudo prestar el juramento correspondiente el 20 de mayo de 2011, cuando su designación finalmente recibió la confirmación de la Congregación para la Educación Católica que exige el estatuto de la universidad, luego de responder y sortear objeciones que le llegaban desde la Congregación para la Doctrina de la Fe a partir de quejas anónimas enviadas desde Argentina con respecto al contenido de algunos artículos de su autoría. Se desempeñó como rector hasta el 24 de abril de 2018, y fue sucedido por el doctor Miguel Ángel Schiavone.

#### Gestión
Durante su gestión se creó la Facultad de Ciencias Sociales, un barómetro sobre adicciones dentro del Observatorio de la Deuda Social, una Coordinación de Compromiso Social dedicada a trabajar en villas de Buenos Aires y la denominada Cátedra Pontificia, orientada a estudiar el pensamiento de los últimos pontífices.
Además, fueron aprobados el Proyecto Institucional de la Universidad para el quinquenio 2011-2016, los nuevos estatutos de los órganos del gobierno estudiantil, las designaciones de nuevos profesores ordinarios y la creación de nuevas carreras. También se produjeron ampliaciones edilicias en las sedes de Puerto Madero, Rosario y Mendoza, se construyó el hospital universitario en el Hospital Británico, se creó el repositorio digital en la biblioteca central, se realizaron reformas en las asignaturas de formación católica, y se favoreció la concesión de becas a alumnos provenientes de sectores vulnerables de la sociedad.
A lo largo de su mandato, la Universidad organizó y también alojó eventos públicos relevantes como el Primer Congreso Nacional de Doctrina social de la Iglesia, las conmemoraciones del Bicentenario Patrio y del Cincuentenario de la Apertura del Concilio Vaticano II; las disertaciones de personalidades de renombre internacional como el exgerente del FMI Michel Camdessus, el expresidente del BID Enrique Iglesias, el ex presidente de Uruguay Julio María Sanguinetti, el secretario general de la Congregación para la Educación Católica Mons. Jean-Louis Bruguès, el presidente del Pontificio Consejo para la Familia Mons. Vincenzo Paglia y el cardenal Christoph Schönborn; y la entrega de doctorados honoris causa al cardenal Gianfranco Ravasi, el biblista Luis H. Rivas y el rabino Abraham Skorka. Asimismo, el Pabellón de las Bellas Artes albergó diversas muestras artísticas, destacándose las exposiciones de Marta Minujín, del Museo de la Biblia de Estados Unidos y de Alejandro Marmo.
Su período al frente del gobierno universitario coincidió con las primeras publicaciones del ranking de clasificación académica de universidades latinoamericanas elaborado por Quacquarelli Symonds, en el cual la Universidad Católica Argentina logró su mejor ubicación al alcanzar el decimonoveno puesto en 2013, cayendo posteriormente al vigésimo segundo lugar en 2014 y al vigésimo sexto en 2015.
También en el transcurso de su gestión se produjeron reclamos estudiantiles y la Federación de Estudiantes de la Universidad realizó tanto protestas como presentaciones formales por diversos motivos entre los cuales pueden mencionarse los elevados precios de las fotocopias; la aplicación de moras arancelarias contrarias a las normativas internas de la institución; la aprobación de un paquete de medidas económicas que dispuso, entre otras cuestiones, el cobro de turnos de exámenes y el aumento del recargo por aranceles adeudados, ante lo cual se elevó un documento con cerca de veinte propuestas para solucionar las problemáticas académicas y administrativas de la universidad que causaban retrasos en los estudios, como también para evitar que se infringieran normativas internas que regulan la entrega de becas por promedio elevado, lo cual afectaba a alumnos pertenecientes a las sedes del interior del país.

## Episcopado

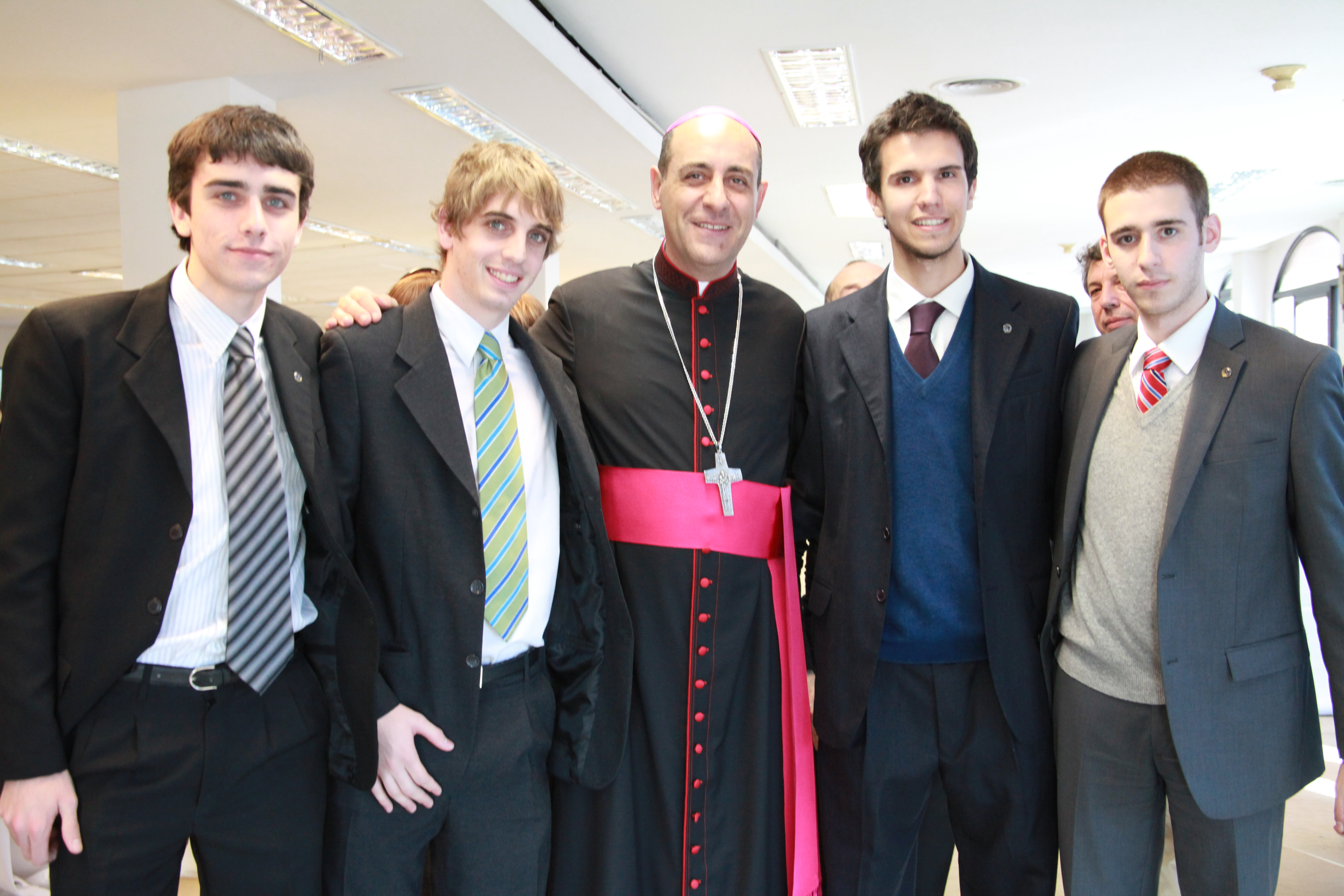
Fernández (centro) junto a estudiantes de la FEUCA en el día de su consagración episcopal.

El 13 de mayo de 2013, el papa Francisco lo nombró arzobispo titular de Tiburnia. Fue consagrado el 15 de junio del mismo año, en la Catedral de Buenos Aires, a manos del arzobispo Mario Aurelio Poli.
El 29 de marzo de 2014, fue nombrado miembro del Pontificio Consejo de la Cultura, y lo convocó para participar en calidad de vicepresidente de la comisión para el mensaje del Sínodo extraordinario de obispos sobre la familia (2014).
Hombre de confianza del pontífice, se le atribuyeron aportes al papa Francisco para la exhortación Evangelii gaudium. El papa citó como referencia 207 de ese documento pontificio un trabajo de Fernández. También se le atribuyó una colaboración en la redacción de la encíclica Laudato si' sobre el cuidado del ambiente.
Fue miembro de nómina pontificia de la XIV Asamblea General Ordinaria del sínodo de obispos (2015). En ese marco, el papa Francisco lo nombró miembro de la comisión para la elaboración de la Relación Final, tarea que implicó ayudar a encontrar los consensos entre los 265 padres sinodales y que culminó con un documento aprobado con mayoría calificada de dos tercios de los votos.
En 2017 fue elegido presidente de la Comisión de Fe y Cultura de la Conferencia Episcopal Argentina.

### Arzobispo de La Plata

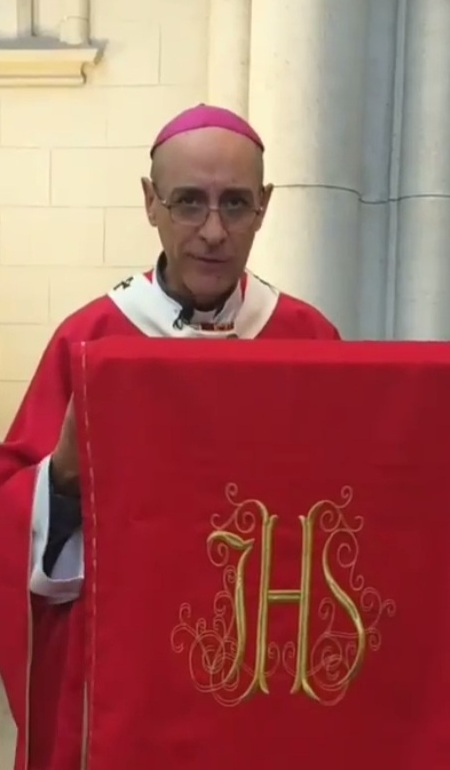
Fernández durante una misa en la Catedral de La Plata.

El 2 de junio de 2018, el papa Francisco lo nombró arzobispo de La Plata. Tomó posesión canónica el día 16 del mismo mes, durante una ceremonia en la Catedral de La Plata.
El  29 de junio de 2018, en una ceremonia en la Basílica de San Pedro, recibió el palio arzobispal de manos del papa Francisco. El 14 de julio del mismo año, en una ceremonia en la Catedral de La Plata, recibió la imposición del palio arzobispal de manos del nuncio apostólico, Léon Kalenga Badikebele.
El 27 de abril de 2019, fue confirmado como miembro del Pontificio Consejo de la Cultura ad aliud quinquennium.
El 14 de diciembre de 2021 fue confirmado como consultor de la Congregación para la Educación Católica ad aliud quinquennium.
El 22 de noviembre de 2022 fue nombrado miembro del Dicasterio para la Cultura y la Educación ad quinquennium.

### Dicasterio para la Doctrina de la Fe
El 1 de julio de 2023, el papa Francisco lo nombró prefecto Dicasterio para la Doctrina de la Fe, presidente de la Comisión Pontificia Bíblica y de la Comisión Teológica Internacional ad quinquennium. Asumió el cargo en septiembre del mismo año.

## Cardenalato
Fue creado cardenal por el papa Francisco durante el consistorio del 30 de septiembre de 2023, con el titulus de cardenal diácono de Santos Urbano y Lorenzo en Prima Porta.
El 4 de octubre de 2023 fue nombrado miembro de la Sección para las cuestiones fundamentales de la evangelización en el mundo del Dicasterio para la Evangelización, de la Sección para la primera evangelización y las nuevas Iglesias particulares del Dicasterio para la Evangelización, del Dicasterio para las Iglesias Orientales, del Dicasterio para los Obispos, del Dicasterio para los Institutos de Vida Consagrada y las Sociedades de Vida Apostólica, del Dicasterio para los Laicos, la Familia y la Vida y del Dicasterio para la Cultura y la Educación.
El 20 de octubre de 2023 fue nombrado miembro del Dicasterio para los Textos Legislativos.
El 2 de enero de 2024 fue nombrado miembro del Dicasterio para la Promoción de la Unidad de los Cristianos ad quinquennium et durante munere.

## Publicaciones
Fue codirector de varios libros publicados por la Facultad de Teología de la UCA.
Cuenta con más de 300 publicaciones en Argentina y en varios países de América Latina y Europa, entre las cuales pueden encontrarse artículos científicos, subsidios y libros, algunos de los cuales han sido traducidos al inglés, al portugués, al francés, al italiano y al polaco. Sus escritos de espiritualidad combinan erudición con sentido práctico, aportes de la psicología, la exégesis bíblica y el diálogo con las diversas religiones.
Su obra Il progetto di Francesco. Dove vuole portare la Chiesa, publicada con el periodista italiano Paolo Rodari, ofrece claves para la comprensión de la forma mentis del papa Francisco y tuvo amplias repercusiones en ámbitos católicos europeos.
Su libro Teología espiritual encarnada fue mostrado en un capítulo de la telenovela argentina Esperanza mía que narra el amor entre un sacerdote y una monja. El arzobispo tomó la aparición de su libro con sentido del humor, en contraposición a las críticas por parte de algunos sectores católicos conservadores que se manifestaron en contra de dicha emisión televisiva y, posteriormente, de esta actitud de Fernández.
Entre sus libros se encuentran los siguientes:
Teología
- Salir de sí. Plenitud de conocimiento y de vida, 1991.
- Dios y el hombre en los límites, 1993.
- Sáname con tu boca. El arte de besar, 1995.
- La pasión mística. Espiritualidad y sensualidad, 1998.
- Actividad, espiritualidad y descanso, 2001.
- Vivir en paz, 2003.
- Catequesis con Espíritu, 2003.
- La gracia y la vida entera, 2003.
- Claves para vivir en plenitud, 2003.
- Teología espiritual encarnada. Profundidad espiritual en acción, 2004
- La oración pastoral, 2006
- Gracia. Nociones básicas para pensar la vida nueva, 2010.
- Contemplativi nell´azione attivi nella contemplazione, 2014.

Teología bíblica y exégesis bíblica
- San Juan y su mundo. Comentario al cuarto Evangelio, 1992.
- El Apocalipsis y el tercer milenio, 1998.
- El Evangelio de Juan. Un comentario pastoral, 1999.
- El Evangelio de cada día. Comentario, 2000.
- El Evangelio de cada día. Santoral, 2003.
- Para mejorar tu relación con María, 2004.
- Cómo interpretar y comunicar la Palabra de Dios. Métodos y recursos prácticos, 2008.
- Pablo apasionado. De Tarso hasta su plenitud, 2008.
- El Evangelio del Domingo 1. Comentario para meditar, 2012.
- El Evangelio del Domingo 2. Comentario para meditar, 2012.
- El Evangelio del Domingo 3. Comentario para meditar, 2013.